# Julian Nagelsmann
Julian Nagelsmann (født 23. juli 1987) er en tysk fodboldtræner og tidligere fodboldspiller, som er træner for Tysklands landshold.

## Spillerkarriere
Nagelsmann havde en meget kort spillerkarriere, hvor han aldrig spillede en kamp på førsteholdsniveau på grund af gentagne skader. Han blev som resultat af disse skader nødt til at stoppe sin spillerkarriere i en alder af kun 20 år.

## Trænerkarriere

### Tidlig karriere
Nagelsmann begyndte med at først arbejde som assistenttræner for forskele ungdomshold hos de to klubber han havde spillet for i sin spillerkarriere, FC Augsburg og 1860 München.

### 1899 Hoffenheim

#### Ungdomshold
Nagelsmann kom til 1899 Hoffenheim i 2010, og var træner for flere forskellige ungdomsniveauer i klubben over de følgende år.

#### Førstehold
Nagelsmann blev forfremmet til førsteholdstræner den 27. oktober 2015, men han skulle først overtage stillingen ved begyndelsen af 2016-17-sæsonen. Efter at den daværende førsteholdstræner trak sig pludseligt i februar 2016, blev Nagelsmanns overtagelse af holdet skubbet frem, og i en alder af 28 blev han den yngste træner i Bundesligaen nogensinde.
Da Nagelsmann overtog holdet, lå det under nedrykningsstregen, men efter at han overtog, ledte han dem til at vinde 7 af deres sidste 14 kampe i sæsonen, og Hoffenheim overlevede hermed i Bundesligaen.
Hoffenheim forsatte de imponerende resultater ind i den næste sæson, hvor holdet sluttede på fjerdepladsen i 2016-17-sæsonen og hermed kvalificerede sig til Champions League for første gang i klubbens historie. Efter sæsonen blev Nagelsmann kåret til årets træner i Tyskland.
Det blev i juni 2018 annonceret at Nagelsmann ville forlade Hoffenheim efter 2018-19-sæsonen og herefter skifte til RB Leipzig.

### RB Leipzig
Nagelsmann overtog hos RB Leipzig ved begyndelsen på 2019-20 sæsonen, og vandt sin debutkamp med Leipzig imod Union Berlin den 18. august 2019 4-0. I sin debutsæson ledte Nagelsmann holdet til semifinalen af Champions League for første gang i klubbens historie. Her tabte de dog til Paris Saint-Germain.
I 2020-21 sluttede RB Leipzig på andenpladsen i Bundesligaen, deres hidtil bedste placering i klubbens historie.

### Bayern München
Den 27. april 2021 blev det annonceret at Bayern München ville købe Nagelsmann. Med en pris på 25 millioner euro blev han den dyreste fodboldtræner nogensinde. Nagelsmann ville overtage ved begyndelsen af 2021-22-sæsonen.
Nagelsmanns første kamp med Bayern var en 1-1 kamp imod Borussia Mönchengladbach den 13. august 2021. Han vandt sin første titel, da han vandt DFL Supercup den 16. august 2021. Hans debutsæson endte med, at Bayern vandt deres tiende mesterskab i streg.
Nagelsmann blev fyret den 24. marts 2023, da Bayern lå på andenpladsen i Bundesligaen, et enkelt point bag Borussia Dortmund.

### Tyskland
Nagelsmann blev i september 2023 hyret som den nye landstræner for Tyskland.

## Titler
Bayern München
- Bundesliga: 1 (2021-22)
- DFL-Supercup: 1 (2021)

Individuelle
- Årets Træner i Tyskland: 1 (2017)